# Самарас, Иоаннис
Иоаннис Самарас (греч. Ἰωάννης Σαμαράς; род. 3 мая 1961, Мельбурн) — греческий футболист австралийского происхождения, игравший на позиции правого полузащитника.

## Биография
Самарас родился в Мельбурне (Австралия) в греческой семье. Его отец, Георгиос, был одним из основателей футбольного клуба «Саут-Мельбурн», который тесно связен с греческой общиной. Он переехал в Грецию в возрасте 13 лет. Его сын, Йоргос, является действующим профессиональным футболистом.

## Клубная карьера
Свою футбольную карьеру Самарас начал в 1980 году в клубе «Визас». После 4 проведенных сезонов за команду, на полузащитника обратили внимание скауты более титулованных греческих клубов. В 1984 году Самараса подписал клуб Альфы Этника «ОФИ» с острова Крит. В новом клубе Самарас сыграл 114 матчей и забил 27 голов. В январе 1989 года подписал контракт с «Панатинаикосом». В 1991 году Самарас вернулся в «ОФИ». Через 5 лет он решил закончить карьеру игрока.

## Международная карьера
Дебют за национальную сборную Греции состоялся 26 марта 1986 года в товарищеском матче против сборной ГДР (2:0). Всего Самарас сыграл в 16 матчах и забил 1 гол.

### Гол за сборную
| Дата            | Место                      | Соперник | Счет | Результат | Соревнование      |
| --------------- | -------------------------- | -------- | ---- | --------- | ----------------- |
| 22 февраля 1989 | Олимпийский стадион, Афины | Норвегия | 1:0  | 4:2       | Товарищеский матч |

## Достижения

### ОФИ
- Обладатель Кубка Греции: 1986/87

### «Панатинаикос»
- Чемпион Греции: 1989/90, 1990/91
- Обладатель Кубка Греции: 1988/89, 1990/91